# Alfred-Kowalke-Straße
Die Alfred-Kowalke-Straße ist eine rund 1240 m lange Straße im Ortsteil Friedrichsfelde des Berliner Bezirks Lichtenberg.

## Lage und Verlauf
Die Straße verläuft zentral im historischen Ortskern von Friedrichsfelde und zwar vom Westen an der Einbecker Straße am U-Bahnhof Friedrichsfelde als Fortsetzung der Rummelsburger Straße beginnend. Dann zieht sie sich durch die historische Wohnbebauung ostwärts, teilt sich in eine Nord- und eine Südfahrbahn um den historischen Anger herum, macht einen kleinen Schlenk um die Dorfkirche Friedrichsfelde, kreuzt danach die Straße Am Tierpark, knickt dann ein wenig nordwärts ab und endet im Osten am Komplex des Bildungs- und Verwaltungszentrums Friedrichsfelde in einem namenlosen Fußweg. Ein kurzer nordwärts führender Ast verläuft neben einem 2017 errichteten Seniorenpflegeheim, ab dessen Grundstücksecke mit der Treskow-Platane. Ein weiteres Naturdenkmal befindet sich auf der gleichen Straßenseite ein Stückchen weiter an der Ecke Charlottenstraße in Form zweier Stieleichen.
Die Hausnummern sind in U-Form vergeben: vom Westen mit der Nummer 1 beginnend bis Nummer 10. Ostwärts über die Kreuzung mit Am Tierpark geht die Zählung mit Nummer 14 weiter und endet im Osten mit Nummer 21, dabei sind die Nummern 18 und 19 aktuell nicht vergeben. Die Rückzählung auf der nördlichen Straßenseite beginnt mit Nummer 29 am nordwärts führenden Ast der Kowalke-Straße. Hinter der großen Kreuzung setzen sich die Hausnummern mit 34 fort und enden ganz im Westen mit Nummer 42 am Eckhaus. Die Kirche bekam nach den vielen geänderten Straßenführungen eine Adresse in der Straße Am Tierpark. Auf der nördlichen Straßenseite der Alfred-Kowalke-Straße sind derzeit (April 2020) die Hausnummern 22–28 sowie 30–33 nicht vergeben.

## Geschichte
Die heutige Alfred-Kowalke-Straße ist die ursprüngliche Hauptstraße des Angerdorfes Friedrichsfelde. Seit dem Beginn ihrer intensiven Bebauung am Ende des 19. Jahrhunderts trug sie den Namen Wilhelmstraße nach dem ersten deutschen Kaiser Wilhelm I. Am 14. Januar 1976 erhielt der Verkehrsweg den heutigen Namen, mit dem der 1944 hingerichtete Widerstandskämpfer Alfred Kowalke geehrt wird.

## Bauwerke

### Historische Gebäude
- Nummern 3/4: Laborgebäude des Instituts für vergleichende Pathologie. Nach Vorlage durch den Architekten Hans Karl in den Jahren 1957–1960 im Auftrag der Akademie der Wissenschaften der DDR gebaut.[2]
- Nummer 16: Mietshaus von 1880[3]

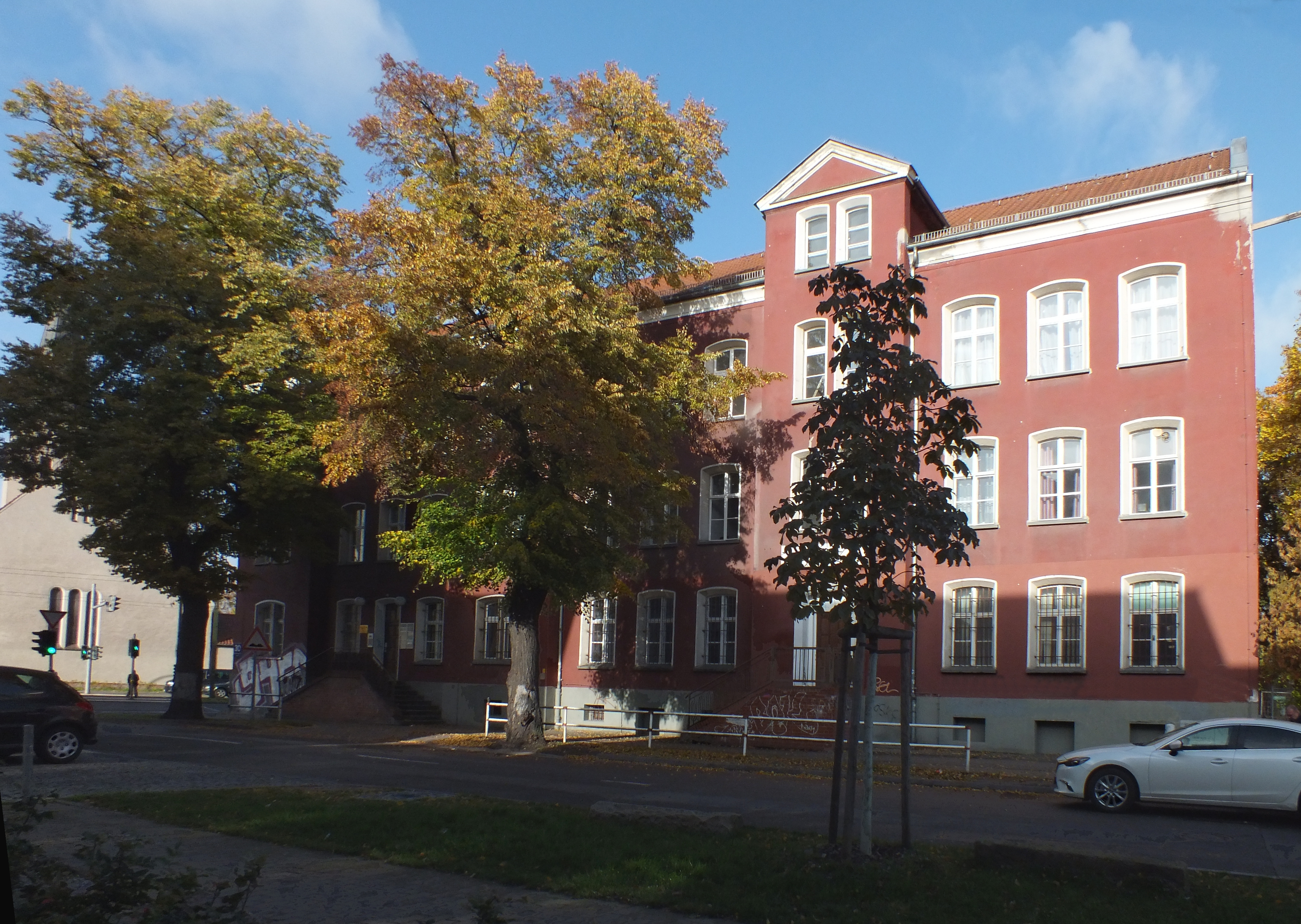
Alfred-Kowalke-Straße 30, ehemaliger Schultrakt

- Nummer 30: erste Mädchen-Gemeindeschule, im Jahr 1900 aufgestockt, bis 1921 um einen Nordflügel erweitert. In jenem Jahr zog die Schule komplett in einen Schulneubau auf dem Nachbargrundstück und erhielt die Adresse Wilhelmstraße 29b.[4] Die Schule war später die 28. Volksschule, in der DDR die 28. Grundschule und 28. POS. 1984 erhielt sie einen viergeschossigen Anbau und wurde zur 43. POS.[5] Im Jahr 2014 wurde sie abgerissen.[6]

An der Stelle des Nordflügels an der Ecke Am Tierpark (damals: Schloßstraße 4) befand sich im 19. Jahrhundert das Wohnhaus eines Gärtners. Etwa um 1910 wurde die Gemeinde Friedrichsfelde Eigentümer der Immobilie. Das so entstandene zweiflügelige Eckgebäude diente fortan als Sitz kommunaler Dienststellen des Bezirks Lichtenberg, wie dem Bauamt, der Gemeindekasse oder einem Polizeirevier. Von September 1945 bis Januar 1951 war es „Stützpunkt“ der Operativgruppe 17 (Lichtenberg) der sowjetischen Geheimpolizei NKWD/MGB. Im Keller befand sich ein Zellengefängnis. Ab 1951 diente es dem Ministerium für Staatssicherheit (MfS) als Kreisdienststelle Lichtenberg. In der Endphase der DDR siedelten sich 1990 einige Bürgervereine und der Lichtenberger Jugendweihe-Ausschuss an. Das Gebäude gilt seit den 1990er Jahren als Baudenkmal und wird u. a. von einem Lohnsteuerhilfeverein als Geschäftshaus genutzt.
- Nummer 34: Inspektorenwohnhaus (Bauernhaus): 1834 gebaut von der Gutsbesitzerfamilie Treskow, in den 1960er Jahren nach alten Vorlagen rekonstruiert[11]
- Nummern 35 und 38: Mietshäuser und Gaststätten von 1880[12][13][14]

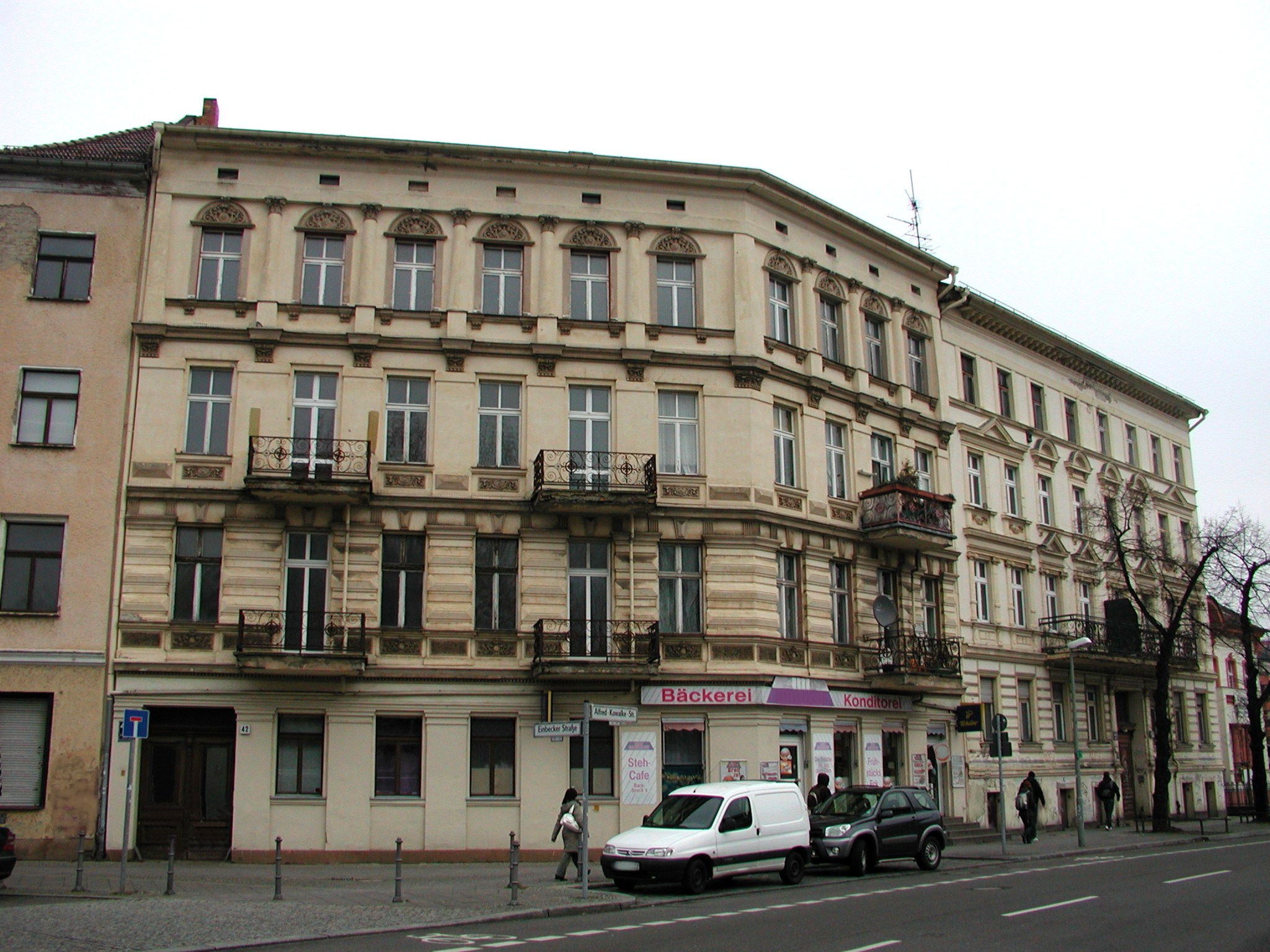
Letztes Haus im Nordwesten der Alfred-Kowalke-Straße, Nummern 41/42

- Nummer 39: Bauernhaus um 1880 errichtet[15]
- Nummer 40a: Mietshaus um 1880 errichtet[16]
- Nummern 41/42: Mietshäuser 1890 gebaut[17][18]

### Weiteres Erwähnenswertes in dieser Straße
- Alfred-Kowalke-Straße 17: Leibniz-Institut für Zoo- und Wildtierforschung[19]

- Alfred-Kowalke-Straße 24: In diesem Haus  befindet sich das Gesundheitsamt des Bezirksamts Lichtenberg mit der Abteilung Lebensmittelpersonalhygiene.[20]

- Im Jahr 2018 wurde ein neuer Spielplatz in dieser Straße eingeweiht, der den Namen Weltraumpiraten erhielt. Damit wurde eine bisher freie Fläche mit 8444 Quadratmetern einer neuen Nutzung zugeführt. Langfristig soll sich daraus ein Quartierspark entwickeln.[21]

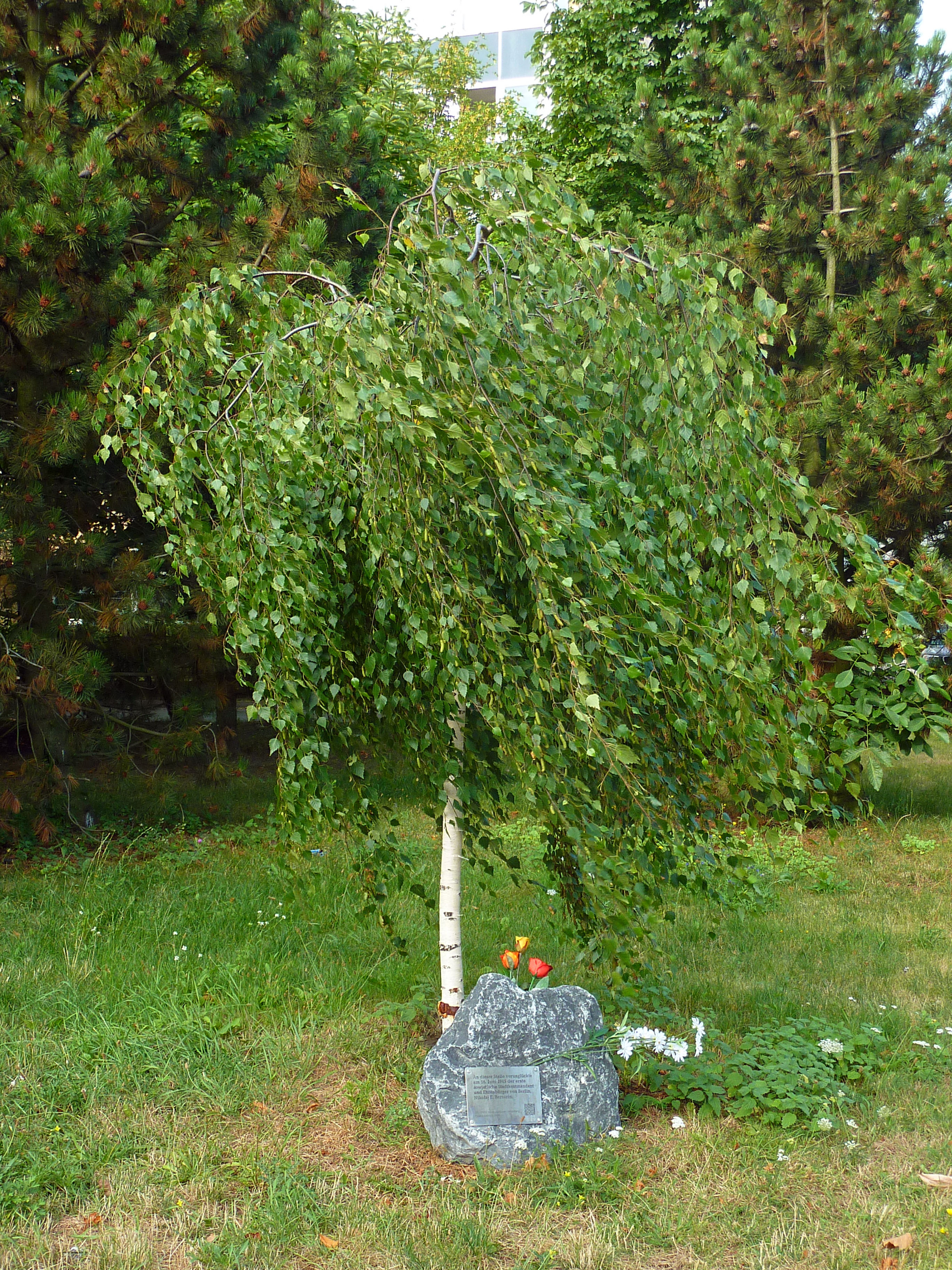
Bersarin-Birke und Gedenkstein

- An der Kreuzung Am Tierpark/Alfred-Kowalke-Straße erinnert seit dem Jahr 2013 ein Gedenkstein an Nikolai Bersarin, den ersten Berliner Stadtkommandanten im Jahr 1945, der dort bei einem Motorradunfall tödlich verunglückte. Er steht unter einer 2005 zu seinem Gedächtnis gepflanzten Birke (siehe Bild).[22] Einige Schritte weiter wurde im Jahr 2020 in der Alfred-Kowalke-Straße eine Erinnerungstafel für den Verunglückten aufgestellt.[23]

- Auf dem ehemaligen Anger steht gegenüber der Dorfkirche von Friedrichsfelde ein als Preußensäule bekanntes Kriegerdenkmal, das an die in den Jahren 1866 und 1870/1871 für Preußen gefallenen Söhne des Ortes erinnert.

## Verkehr
Am westlichen Ende der Straße liegt der U-Bahnhof Friedrichsfelde der Linie U 5. Sie wird von dort bis zur Straße Am Tierpark von der Buslinie 194 durchfahren.